# 372 Dywizja Piechoty (III Rzesza)

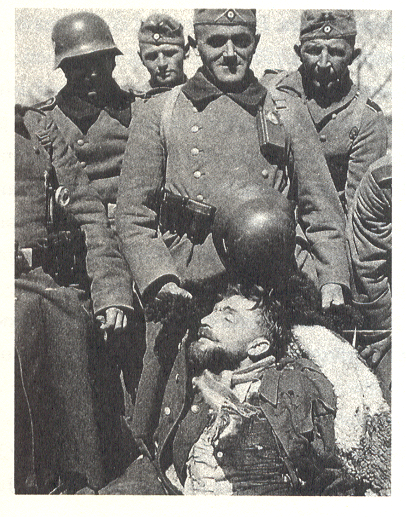
Żołnierze niemieccy z 372 Dywizji Piechoty Wehrmachtu po potyczce pod Anielinem z ciałem poległego mjr. Henryka Dobrzańskiego "Hubala"

372 Dywizja Piechoty (niem. 372. Infanterie-Division) – niemiecka dywizja z czasów II wojny światowej, uczestniczyła w rozbiciu oddziału partyzanckiego majora Henryka Dobrzańskiego.
Sformowana na poligonie w Radomiu na mocy rozkazu z 10 marca 1940 roku, w 9. fali mobilizacyjnej Wehrmachtu przez IV Okręg Wojskowy. 372 DP od utworzenia do rozwiązania 20 sierpnia 1940 roku przebywała na terenie okupowanej Polski. Sztab początkowo stacjonował w Kielcach a później w Borkowicach. Oddziały rozformowywanej 372 DP przekształcono w bataliony strzelców krajowych.

## Dowódca dywizji
- gen. mjr Fritz von der Lippe 20 marca – 20 sierpnia 1940.

## Struktura organizacyjna
- Stan w marcu 1940 roku:

650., 651. i 652. pułk piechoty, 372. bateria artylerii, 372. szwadron rowerzystów, 372. kompania łączności;
- Stan w czerwcu 1940 roku:

650., 651. i 652. pułk piechoty, 372. pułk artylerii, 372. szwadron rowerzystów, 372. kompania łączności;